# Paul Boucherot

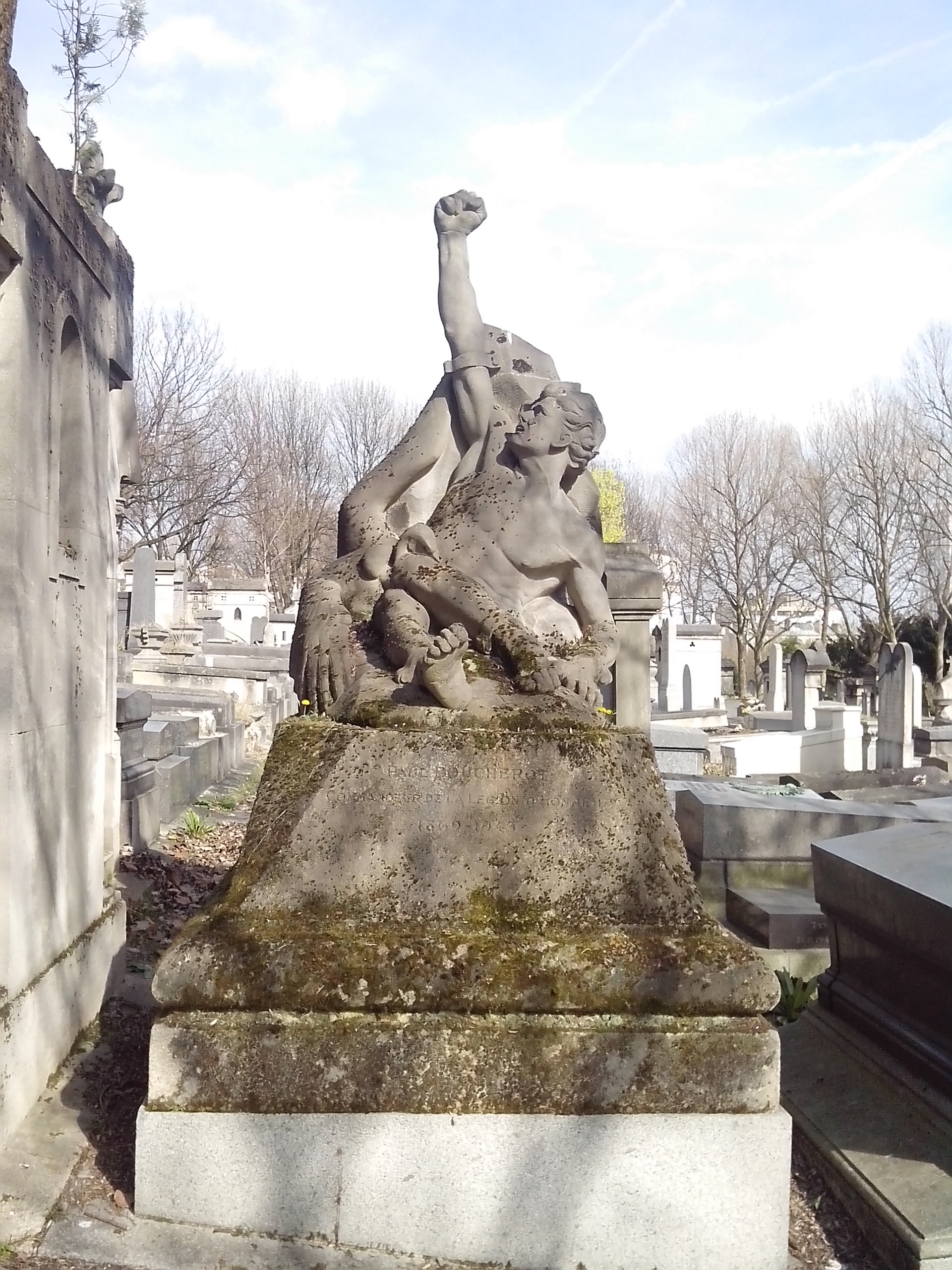
Grobowiec Boucherot'a

Paul Boucherot (ur. 1869 w Paryżu, zm. 1943) – francuski inżynier kolejowy i wynalazca, zajmujący się elektrycznością.
Ukończył École de Physique et de Chimie w Paryżu z tytułem inżyniera w 4 promocji. W latach 1912 i 1919 przewodniczył Międzynarodowej Komisji Elektrotechnicznej. Współpracował z Georges'em Claude'em. Wspólnie skonstruowali „maszynę termiczną” do badania i wykorzystywania do wytwarzania energii elektrycznej w oparciu o różnice temperatur między ciepłymi wodami powierzchniowymi morza a wodami ze znacznych głębokości. Dzięki temu Boucherot jest uznawany za prekursora wykorzystania energii cieplnej oceanów.
W uznaniu swoich zasług otrzymał Legię Honorową. Spoczywa na cmentarzu Père Lachaise a na jego grobowcu ustawiono rzeźbę mitologicznego Prometeusza.